# Chun Byung-kwan
Chun Byung-kwan   (Jinan, 4 de novembre de 1969) és un aixecador de peses sud-coreà, ja retirat, que va competir durant les dècades de 1980 i 1990.
El 1988 va prendre part en els Jocs Olímpics d'Estiu de Seül, on va guanyar la medalla de plata en la categoria del pes mosca del programa d'halterofília. Quatre anys més tard, als Jocs de Barcelona, guanyà la medalla d'or en la prova del pes gall, mentre el 1996, a Atlanta, quedà eliminat en no aconseguir aixecar cap pes en dos temps en la prova del pes gall.
En el seu palmarès també destaquen tres medalles al Campionat del món d'halterofília, una d'or, una de plata i una de bronze, entre el 1990 i el 1995. Als Jocs Asiàtics guanyà dues medalles d'or, el 1990 i 1994.